# Hatščina
Hatščina (hattili)  je bila neindoevropski aglutinativni jezik, ki so ga v 3. in 2. tisočletju pr. n. št. govorili Hati v Mali Aziji. Hatščina se razlikuje od hetitščine, ki je bila indoevropski jezik Hetitskega cesarstva.
Ozemlje, na katerem se je govorilo najstarejši pisno izpričan jezik Anatolije pred prihodom hetitskih govorcev, se je raztezalo od Hatuše na jugu do Nerika na severu. Med hatsko govorečimi mesti sta omenjeni tudi Tuhumijara in Tisarulija. Hetitski govorci so Hate porazili iz v 18. stoletju pr. n. št. Hati so se postopoma zlili s hetitsko večino, regija pa je ohranila ime Hatti.

## Korpus
Do zdaj ni bil odkrit noben dokument, pisan v hatskem jeziku. Znanstveniki se morajo zato naslanjati na sekundarne vire ali omembe njihovih sosedov in naslednikov, nešili govorečih Hetitov. Nekaj hatskih besed so odkrili v verskih tablicah hetitskih svečenikov iz 14. In 13. stoletja pr. n. št. Med vrsticami besedila so opombe, da »svečenik zdaj govori v hatskem jeziku«.
Nekaj korenov hatskih besed je v imenih gora, rek, mest in bogov. Druge hatske besede so odkrili v nekaterih mitoloških besedilih. Najpomembnejše med njimi je mit Bog lune, ki je padel z neba, napisan v hatskem in hetitskem jeziku. 
Vsi objavljeni hatski dokumenti so katalogizirani v Catalogue des Textes Hittites (CTH). Dokumenti iz Hatuše imajo oznake CTH 725-745. Dokumenti CTH 728, 729, 731, 733 in  736 so hatsko/hetitsko dvojezični.  CTH 737 je hatsko zaklinjanje za Nerikovo praznovanje. Hatska besedila iz Sapinuve so bila objavljena šele leta 2004. 
Konzervativen pogled na hatščino kot izoliran jezik, različen od sosednjih indoevropskih in semitskih jezikov, temelji na krajevnih in osebnih imenih. Hatščina bi lahko bila sorodna s sicer nedokazanim kaskijskim jezikom. Nekatere podobnosti s severozahodnimi (na primer z abhaškim) in južnimi kavkaškimi jeziki (na primer s kartvelskim) so nekatere znanstvenike privedle do sklepa, da je morda obstajal jezikovni blok, ki je segal od centralne Anatolije do Kavkaza. Aleksej  Kassian omenja tudi mogočo povezavi hatščine z jenisejskimi in burjaškimi jeziki. Beseda jezik se v hatščini glasi alef, v kotščini pa alup. Luna je v hatščini kap, v ketščini pa qīp, gora je v hatščini ziš, v burušaščini pa  ćhiṣ.

## Slovar
Med znane hatske besede spadajo: 
- alef = jezik (organ)
- ashaf = bog
- fa-zari = človeštvo, prebivalstvo
- fel = hiša
- *findu = vino (najdena v sestavljenki findu-qqaram – delitev vina)
- fur = dežela
- Furun-Katte = Kralj dežele, hatski bog vojne
- Furu-Semu = hatska boginja sonca
- Hanfasuit = hatska prestolna boginja
- hilamar = tempelj
- Kasku = hatski bog lune
- katte = kralj
- -nifas = sedeti
- pinu = otrok
- zari = umrljiv
- -zi = položiti

## Slovnica
Hatščina je tvorila navadno množino s predpono le-: otroci = le-pinu, kolektivno množino pa s predpono fa-: fa-šaf = bogovi.
Rodilnik  je imel obliko 'od' (koga ali česa). Tvoril se je s pripono –(u)n (fur = dežela, furun = od (ali iz) dežele). Nekateri jezikoslovci, na primer Polomé in  Winter, trdijo, da se je tožilnik označeval z es-, na primer es-alep = beseda ali govor.